# Église Saint-Jean-Baptiste de Courtillers
L'église Saint-Jean-Baptiste de Courtillers est une église située à Courtillers, dans le département français de la Sarthe.

## Historique
La nef de l'église de Courtillers a été construite au XIe siècle tandis que le chœur et le clocher datent du XIIe ou XIIIe siècle. L'édifice est inscrit au titre des monuments historiques depuis le 20 décembre 1973.

## Description
L'édifice se compose d'une nef unique couverte en lambris. Le chœur est terminé par une abside en cul-de-four. Le clocher est recouvert d'un toit en pavillon.